# Фернандес, Исабель
Мари́я Исабе́ль Ферна́ндес Гутье́ррес (исп. María Isabel Fernández Gutiérrez; 1 февраля 1972, Аликанте, Испания) — самая титулованная испанская дзюдоистка, Победительница летних Олимпийских игр 2000 года, бронзовая медалистка Олимпийских игр 1996 года, чемпионка мира по дзюдо, 4-кратная чемпионка Европы.

## Спортивная биография
Первым успехом в карьере Исабель Фернандес стала бронза, завоёванная на юниорском чемпионате Европы по дзюдо в 1988 году. На взрослом уровне дебют на крупных соревнованиях состоялся в 1995 году на чемпионате Европы в Бирмингеме. Исабель выступала в категории до 56 кг и довольно неожиданно стала серебряной призёркой игр, уступив лишь хозяйке соревнований Николь Фейрбразер. В дальнейшем Фернандес ежегодно (кроме 2000 и 2001 годов) становилась призёром континентального первенства. На счету испанской спортсменки 4 золотых, 4 серебряных и 4 бронзовых медалей.
В 1995 году состоялся дебют Фернандес и на мировом первенстве. На соревнованиях в Токио испанка уступила в поединке за бронзу и заняла 5 место.
В 1996 году Исабель Фернандес приняла участие в первых в своей жизни Олимпийских играх. В полуфинале категории до 56 кг испанская спортсменка уступила кореянке Чун Сун Ён. Фернандес предстоял поединок за третье место со своей недавней обидчицей британкой Николь Фейрбразер. В отличие от европейского первенства Исабель оказалась сильнее и завоевала бронзовую медаль.
Спустя года на мировом чемпионате в Париже Фернандес выиграла свою первую золотую медаль, победив в финале олимпийскую чемпионку Атланты Дриулис Гонсалес. В 1999 году на чемпионате мира в Бирмингеме, который проводился в новых весовых категориях, повторился финал парижского первенства. Но в этот раз сильнее оказалась кубинская спортсменка.
В 2000 году на Олимпийских играх в Сиднее Исабель с большим трудом, но сумела дойти до финала, где ей вновь противостояла Гонсалес. Схватка оказалась очень упорной, но по окончании времени поединка судьи зафиксировали победу испанской спортсменки.
Ещё дважды Исабель Фернандес удалось стать призёром мировых первенств. В 2001 году на чемпионате мира в Мюнхене испанская дзюдоистка стала бронзовым призёром, а в 2007 году на первенстве в Рио-де-Жанейро заняла второе место, уступив в финале северокорейской спортсменке Сун Хю Ке.
На летних Олимпийских играх 2004 года Исабель Фернандес было доверено право нести флаг сборной Испании на церемонии открытия. На самих соревнованиях Фернандес уже в первом раунде пришлось противостоять серебряной призёрке прошлогоднего мирового первенства немке Ивонн Бёниш. Испанка ничего не смогла противопоставить будущей чемпионке игр и вылетела в утешительный турнир. Преодолев три отборочных раунда Фернандес вышла в финал турнира за бронзу, где её соперницей стала кубинка Юрислейди Лупетей. В упорном поединке кубинская спортсменка оказалась сильнее и стала обладательницей бронзовой медали.
Летние Олимпийские игры 2008 года стали для 36-летней испанской спортсменки четвёртыми по счёту. Но завоевать ещё одну олимпийскую медаль у Фернандес не получилось. Сначала в четвертьфинале она уступила голландке Деборе Гравенстейн, а затем в утешительном раунде проиграла бразильянке Кетлейн Квадрус.
После окончания игр в Пекине спортсменка заявила, что продолжит свою спортивную карьеру и будет пытаться попасть на Олимпийские игры 2012 года в Лондон.